# Patu samoensis
Patu samoensis is een spinnensoort uit de familie Symphytognathidae. De soort komt voor in Samoa.